# Alexandros Panagoulis
Alexandros Panagoulis (grekiska: Αλέξανδρος Παναγούλης), född 2 juli 1939 i Glyfáda, Grekland, död 1 maj 1976 i Aten, var en grekisk politiker och poet. Han är känd för att ha försökt mörda Georgios Papadopoulos 13 augusti 1968, och för den tortyr han utstod i den efterföljande fångenskapen. Efter återinförandet av demokratin i Grekland, valdes han till parlamentsledamot.
Panagoulis blev tidigt engagerad i demokratiska frågor, och började redan i unga år verka för att återföra demokratin i landet. Han blev medlem av Centerpartiets ungdomsförbund, vars moderparti leddes av Georgios Papandreou. Han deltog i den komplott som 1968 försökte mörda Papadopoulos, men avslöjades och häktades. 17 november dömdes han till döden. På grund av den internationella uppmärksamheten hans fall fick, dröjde juntan att verkställa domen. 1973 beviljades han amnesti, och gick i exil i Florens, hos Oriana Fallaci, som skulle skriva hans biografi.
När demokratin återinfördes 1974 invaldes han i parlamentet för Centerpartiet. Under den tiden anklagades han flera personer för att ha samarbetet med juntan, och lämnade så småningom partiet, men kvarstod i parlamentet.
1 maj 1976 dog han i en bilolycka på Vouliagmenis Avenyn i Athen. Omständigheterna omkring hans död ledde till spekulationer att det skulle ha varit arrangerat; några dagar därefter hade det varit meningen att han skulle offentliggöra dokument från juntans militära arkiv.
Panagoulis är även en berömd poet. Under fångenskapen ska han enligt legenden ha skrivit på cellväggarna med sitt eget blod. Han skrev en stor del av dikterna på italienska; Altri seguiranno: poesie e documenti dal carcere di Boyati är en diktsamling som utgavs i Palermo 1972, utsmugglad som manuskript från fängelset. Diktsamlingen, med förord av den italienska politikern Ferruccio Parri och den italienska filmregissören Pier Paolo Pasolini, blev prisbelönt i Italien. Han skrev därtill flera verk på grekiska och italienska. Några dikter har tonsatts av Mikis Theodorakis och Ennio Morricone.
För många greker har Panagoulis blivit en symbol för frihet och demokrati.